# 钱弘偡
钱弘偡（929年—966年），字惠达，杭州錢塘（今浙江杭州）人，五代十國的吳越國國王钱元瓘的第八子，武肃王钱镠的孙子。母亲陈氏。同母弟钱弘偓。
钱弘偡初为内牙都知兵马使，检校司空。十八岁出为湖州刺史，有巫师爬上衙门口的大树，诳骗州民。他说妖由人兴，命人用弩箭对准巫师，巫师求饶，被放逐州外。他明为官之道，会作诗。忠懿王錢俶敬重，官至特进、检校太尉、宣武军节度使、吴兴郡王，建隆初年，宋太祖命他为同中书门下平章事，后来饮酒过度而死，年三十八岁，谥号恭义。